# テルネンゴ
テルネンゴ（伊: Ternengo）は、イタリア共和国ピエモンテ州ビエッラ県にある、人口約300人の基礎自治体（コムーネ）。

## 地理

### 位置・広がり
| 隣接するコムーネは以下の通り。 - ビオーリオ - ペッティネンゴ - ピアット - ロンコ・ビエッレーゼ - ヴァルデンゴ |